# Periphoba amalia
Periphoba amalia is een vlinder uit de familie nachtpauwogen (Saturniidae). De wetenschappelijke naam van de soort is, als Phalaena amalia, voor het eerst geldig gepubliceerd in 1782 door Caspar Stoll.